# U2AF2
U2AF2 (англ. U2 small nuclear RNA auxiliary factor 2) – білок, який кодується однойменним геном, розташованим у людей на короткому плечі 19-ї хромосоми.  Довжина поліпептидного ланцюга білка становить 475 амінокислот, а молекулярна маса — 53 501.
| 10         |  | 20         |  | 30         |  | 40         |  | 50         |
| ---------- |  | ---------- |  | ---------- |  | ---------- |  | ---------- |
| MSDFDEFERQ |  | LNENKQERDK |  | ENRHRKRSHS |  | RSRSRDRKRR |  | SRSRDRRNRD |
| QRSASRDRRR |  | RSKPLTRGAK |  | EEHGGLIRSP |  | RHEKKKKVRK |  | YWDVPPPGFE |
| HITPMQYKAM |  | QAAGQIPATA |  | LLPTMTPDGL |  | AVTPTPVPVV |  | GSQMTRQARR |
| LYVGNIPFGI |  | TEEAMMDFFN |  | AQMRLGGLTQ |  | APGNPVLAVQ |  | INQDKNFAFL |
| EFRSVDETTQ |  | AMAFDGIIFQ |  | GQSLKIRRPH |  | DYQPLPGMSE |  | NPSVYVPGVV |
| STVVPDSAHK |  | LFIGGLPNYL |  | NDDQVKELLT |  | SFGPLKAFNL |  | VKDSATGLSK |
| GYAFCEYVDI |  | NVTDQAIAGL |  | NGMQLGDKKL |  | LVQRASVGAK |  | NATLVSPPST |
| INQTPVTLQV |  | PGLMSSQVQM |  | GGHPTEVLCL |  | MNMVLPEELL |  | DDEEYEEIVE |
| DVRDECSKYG |  | LVKSIEIPRP |  | VDGVEVPGCG |  | KIFVEFTSVF |  | DCQKAMQGLT |
| GRKFANRVVV |  | TKYCDPDSYH |  | RRDFW      |  |            |  |            |

A: Аланін

C: Цистеїн

D: Аспарагінова кислота

E: Глутамінова кислота

F: Фенілаланін

G: Гліцин

H: Гістидин

I: Ізолейцин

K: Лізин

L: Лейцин

M: Метіонін

N: Аспарагін

P: Пролін

Q: Глутамін

R: Аргінін

S: Серин

T: Треонін

V: Валін

W: Триптофан

Кодований геном білок за функцією належить до репресорів. 
Задіяний у таких біологічних процесах як процесінг мРНК, сплайсінг мРНК. 
Білок має сайт для зв'язування з РНК. 
Локалізований у ядрі.